# Faro de Las Cabezas de San Juan
El Faro de Las Cabezas de San Juan es un faro histórico situado en la parte noreste del punto más alto del Cabo San Juan en Fajardo, Puerto Rico. El faro fue construido en 1880 y fue encendido oficialmente el 2 de mayo de 1882. El aparato de iluminación original, que no cambió hasta después de 1898, tenía un alcance de 18 millas (29 km) y mostraba una luz blanca fija que cada tres minutos destellaba en rojo. El faro es propiedad de un grupo de Conservación de Puerto Rico y parte de la Reserva Natural de Las Cabezas de San Juan. La reserva de  316 acres (128 ha) incluye una bahía de bioluminiscencia, flora y fauna raras, diferentes senderos y paseos marítimos, y un centro de investigación científica. En 1898, el faro jugó un papel importante en la batalla de Fajardo durante la Campaña de Puerto Rico de la Guerra hispano-estadounidense. El faro fue incluido en el Registro Nacional de Lugares Históricos por el gobierno de los Estados Unidos el 22 de octubre de 1981.  
La restauración del faro fue llevada a cabo por el Estudio Pantel & del Cueto entre 1988 y 1991. Se propuso convertir el edificio en un Centro para investigaciones y exhibición para una reserva natural. Una porción de la casa del cuidador fue dedicada a laboratorio marino a cargo de la Universidad de Puerto Rico en Humacao. La restauración también incluye la recuperación del sistema de canales y de recolección de agua de la cisterna, que ahora se utiliza no para agua potable sino para abastecer los baños con agua.
El proyecto fue merecedor de innumerables premios locales y regionales tanto del American Institute of Architects como de la Bienal de Arquitectura además de un reconocimiento internacional por parte del American Express Historic Preservation Caribbean Award.
En 2001, bajo la Ley Nacional de Preservación Histórica de faros, se convirtió en el primer faro en ser transferido a una organización no gubernamental en Puerto Rico. 